# Nesticella benoiti
Nesticella benoiti är en spindelart som först beskrevs av Ernest Everett Hubert 1970.  Nesticella benoiti ingår i släktet Nesticella och familjen grottspindlar.
Artens utbredningsområde är Zimbabwe. Inga underarter finns listade i Catalogue of Life.